# Famille von Reitzenstein
La famille von Reitzenstein est issue de la noblesse franconienne  Elle est apparue pour la première fois dans un document en 1318 avec "Konrad von der Grün", auquel remonte également la lignée. Comme les familles von Berg (de), von Epprechtstein (de), von der Grün (de), von Münchberg, von Radeck (de), von Reitzenstein, von Sparnberg, von Stein (de), von Thoßfell, von Töpen et von Wildenstein (de), elles sont considérées comme une lignée s'appelant d'après leur siège de la famille ministérielle von Sack (de). Toutes ces familles  sont donc apparentées au niveau de la tribu et des armoiries.

## Histoire

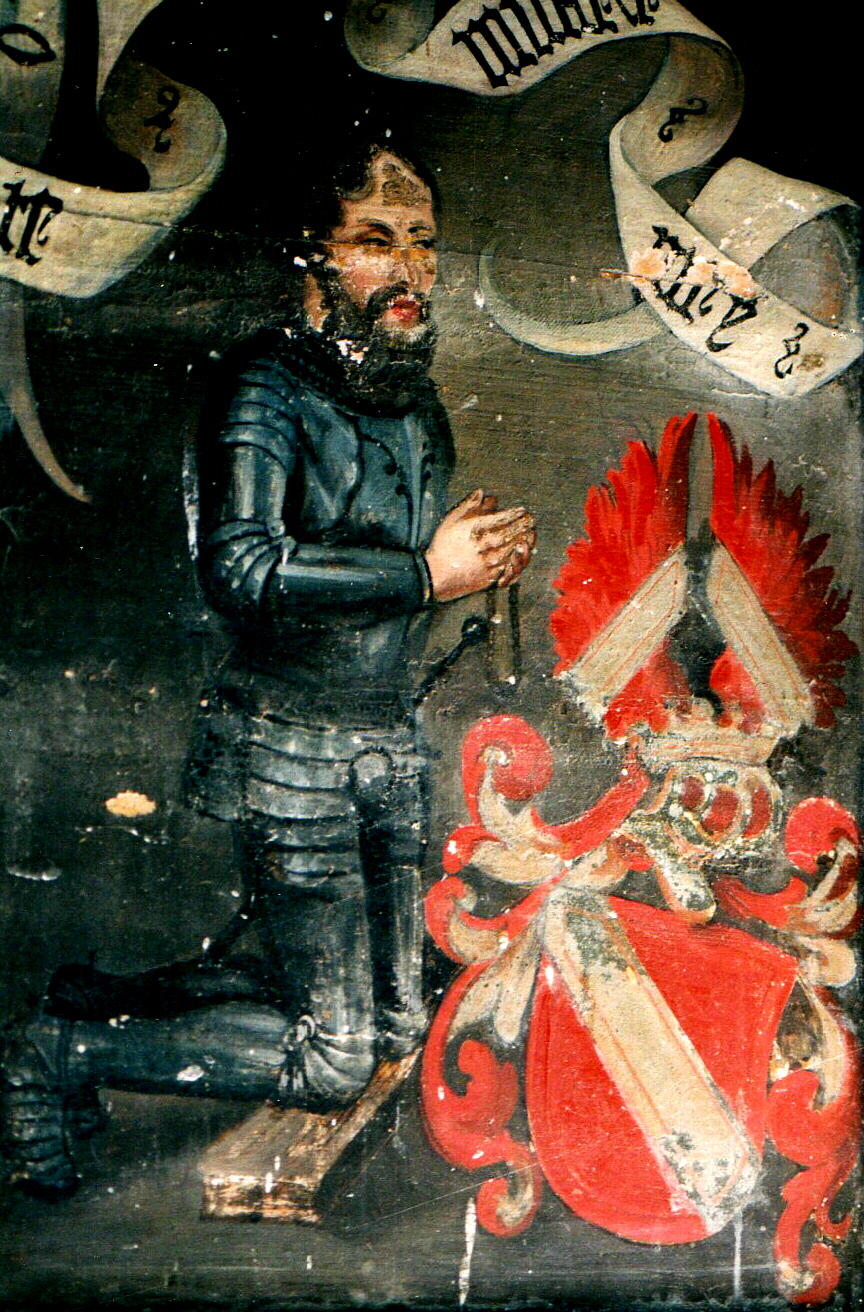
Chevalier von Reitzenstein comme donateur d'autel à Sparnberg

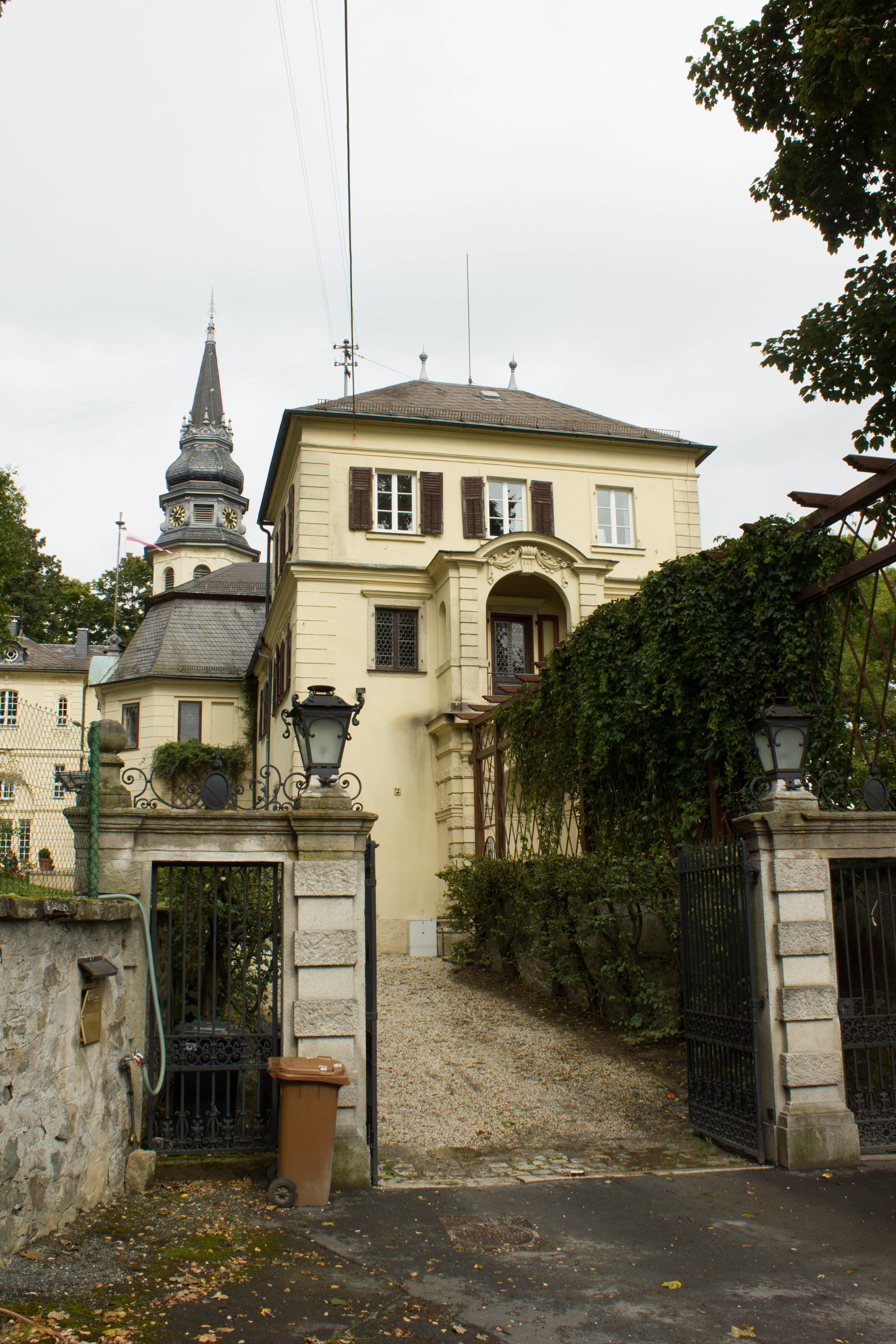
Château de Reitzenstein

Le fils de Konrad, Chunrad von der Grün (de), s'appelle "Reichzenstein" dès 1325 d'après la forteresse de Reitzenstein, qui lui appartient et est déjà construite vers 1130.
Certaines branches de la famille se sont éteintes ou sont chassées par le tracé des frontières au XXe siècle. C'est le cas de la branche de la famille originaire de Reitzenstein, dans l'arrondissement de Sternberg-Est dans la Nouvelle-Marche.

### Lieux en rapport avec Reitzenstein

#### Moyenne-Franconie
Château d'Hoheneck (de), Bad Windsheim avec le tombeau de la famille Reitzenstein dans l'église de l'hôpital.

#### Haute-Franconie
Feilitzsch avec la localité de Münchenreuth, Gattendorf, Konradsreuth, Leupoldsgrün avec les localités de Hartungs, Neudrossenfeld, Niederfullbach, Röslau, Schnarchenreuth, Schwarzenbach am Wald avec les localités de Schwarzenstein (de), Schwesendorf, Lippertsgrün

#### Haut-Palatinat
Reuth bei Erbendorf, Stefling

#### Bâtiments

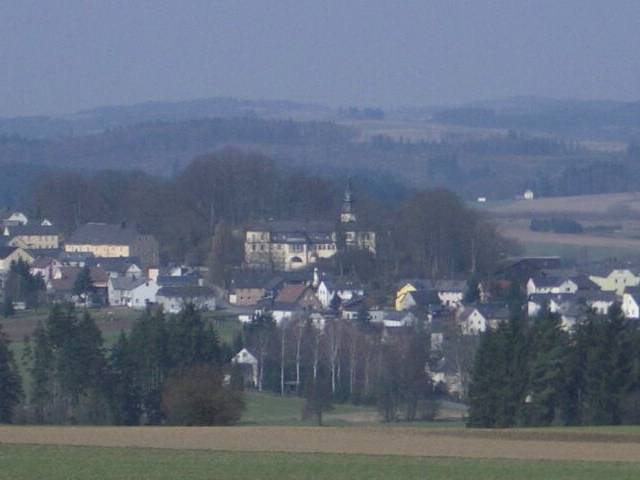
Reitzenstein en Haute-Franconie avec le château des barons von Reitzenstein

L'actuel siège du gouvernement du Bade-Wurtemberg, construit entre 1910 et 1913 pour la baronne Helene von Reitzenstein (de), est la Villa Reitzenstein (de) à Stuttgart.
À Bayreuth, le palais Reitzenstein de trois étages est situé sur l'actuelle Luitpoldplatz (de), construit entre 1761 et 1768 et conçu par l'architecte Carl von Gontard. En 1915, il devient la propriété de la ville. En 1916, la plupart des bureaux de la ville sont déplacés là, de sorte qu'il fonctionne comme l'hôtel de ville (puis le Nouvel Hôtel de Ville). Après de graves dommages pendant la Seconde Guerre mondiale, le bâtiment est démoli jusqu'au rez-de-chaussée après la guerre. Le bureau d'état civil et l'office de tourisme s'y installent encore pendant 20 ans. Les vestiges du bâtiment sont démolis en 1966 afin de construire ce qui est aujourd'hui le nouvel hôtel de ville de Bayreuth. Une colonne portique préservée du palais est installée dans la cour intérieure du musée historique de Bayreuth (de).
Les forces armées allemandes donnent le nom de caserne Reitzenstein aux quartiers des troupes de Düsseldorf et de Wesel :
- La caserne Reitzenstein à Düsseldorf, construite en 1937, dont certaines parties sont encore utilisées par la Bundeswehr jusqu'à la fin de 2006, est agrandie et transformée en ville-jardin de Reitzenstein (de) avec des bâtiments résidentiels à partir de 2010 .
- Sur le terrain de la caserne Reitzenstein, construite de 1900 à 1902 pour le 7e régiment d'artillerie de campagne (de) à Wesel, la réutilisation des bâtiments existants et la construction de nouveaux bâtiments permettent de créer des logements pour les familles et un établissement de soins pour personnes âgées de l'Association allemande Caritas.

### Troncs, lignées et branches
- Konrad von der Grün (de), dit le Reitzenstein (vers 1325) ; ancêtre des barons von Reitzenstein; Fils de Konrad von der Grün (1250-1324)

#### Tronc A (Blankenberg et Sparnberg)
- n'est pas inscrit en Bavière

#### Tronc B (Schwarzenstein et Schwarzenbach am Wald)
- 1re lignée (Selbitz-Reuth)
  - 1re branche (protestante et catholique)
    - Wolf-Armin von Reitzenstein (de) (né en 1940), professeur d'onomologie à l'Université de Munich.
- 2e lignée (Hartungs)
  - Wolf Christoph baron von Reitzenstein (vers 1683)[2]
  - 1re branche (protestante)
    - Konrad baron von Reitzenstein (né le 5 juin 1913 à Augsbourg et mort en 2003 à Reitzenstein), seigneur de Reitzenstein, dernier patron de l'église d'Issigau
    - Rupprecht baron von Reitzenstein (né le 27 novembre 1948 à Reitzenstein), seigneur de Reitzenstein, agriculteur et actif dans la Société agricole allemande

  - 2e branche (protestante)
    - Alexander von Reitzenstein (de) (1904-1986), historien de l'art et directeur du musée de l'armée bavaroise

  - 3e branche - n'est pas inscrit en Bavière
  - 4e branche - n'est pas inscrit en Bavière
- 3e lignée (Zoppaten) (protestante) - éteinte
  - Karl Bernhard von Reitzenstein (de) (1809-1885), général au service du roi de Wurtemberg
  - Carl Sigmund Felix von Reitzenstein (de) (1848-1897), capitaine de cavalerie et maître d'hôtel de la reine Charlotte de Wurtemberg, et son épouse Helene von Reitzenstein (de) (1853-1944), multimillionnaire et dame de la société de cour à l'époque du royaume de Wurtemberg
- 4e lignée (ancienne lignée Ober-Schwarzenstein) (protestante) – non inscrite en Bavière
- 5e lignée (Schwarzenbach am Wald)
  - 1re branche (catholique)
  - 2e branche (protestante et catholique)
- 6e lignée (plus jeune lignée Ober-Schwarzenstein) (protestante et catholique)
- 7e lignée (Unter-Schwarzenstein) (protestante)

#### Tronc C (Schönberg)

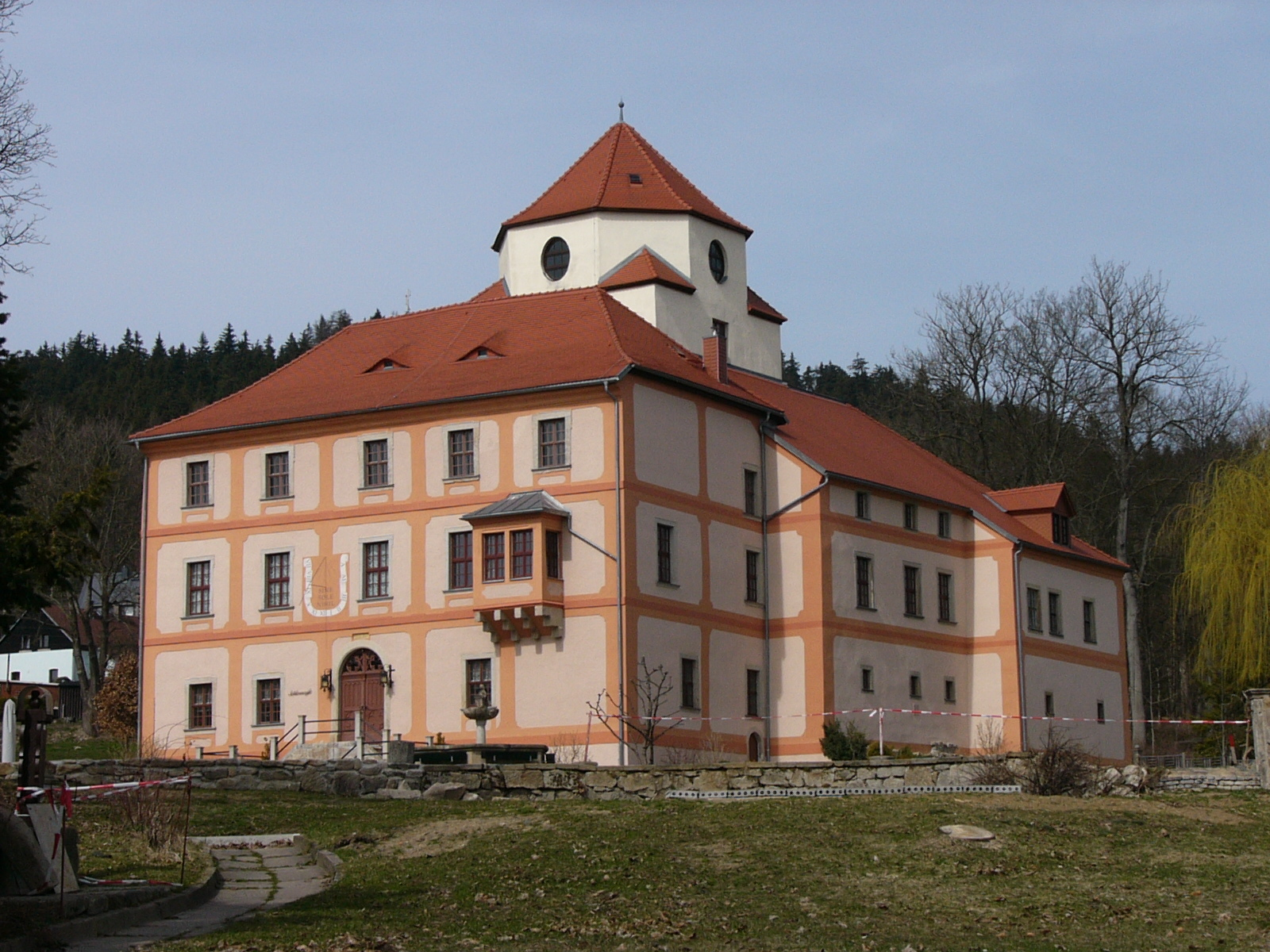
Château de Schönberg, appartenant à la famille de 1490 à 1945

- 1e lignée (Konradsreuth (de)) - éteinte
- 2e lignée (Schönberg (de)) – non immatriculée en Bavière
- 3e lignée (Regnitzlosau) (protestante)

## Personnalités

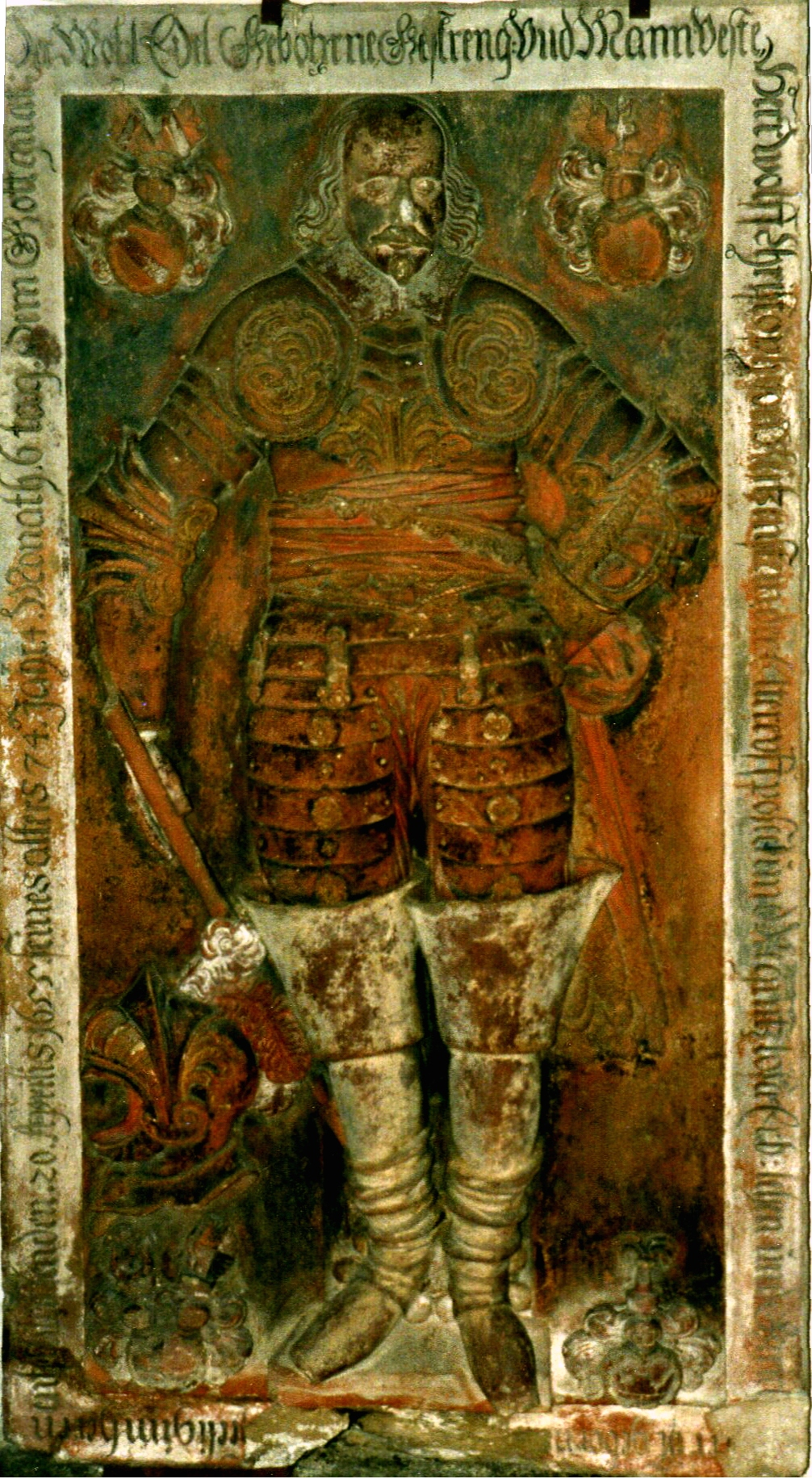
Épitaphe de Reitzenstein dans l'église de Regnitzlosau

Selon les archives de Wilhelm baron von Reitzenstein de 1929, 250 membres de la famille ont servi comme officiers depuis l'introduction des armées permanentes ; 25 d'entre eux atteignent le grade de général. Les personnes suivantes ne sont pas encore été affectées à une lignée :
- Hieronymus von Reitzenstein (de) (1420-1503), cistercien et évêque auxiliaire de Bamberg
- Karl Erdmann von Reitzenstein (de) (1722–1789), général de division prussien et chef du 12e régiment de dragons
- Christoph Ludwig Rudolph von Reitzenstein (de) (1736–1796), général de division prussien, ancien chef du corps des chasseurs à pied d'Ansbach-Bayreuth
- Heinrich August Friedrich von Reitzenstein (de) (1747-1823), général de division prussien

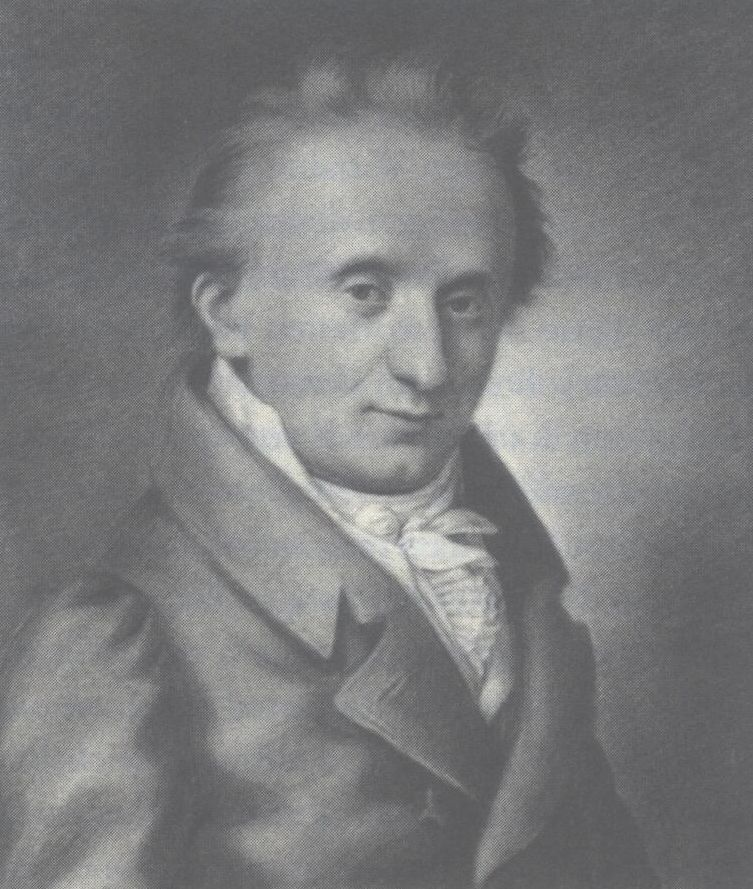
Sigismund von Reitzenstein

- Friederike von Reitzenstein (de) (1748–1819) (née von Spitznas), écrivain
- Sigismund von Reitzenstein (de) (1766–1847), diplomate et homme politique badois
- Karl von Reitzenstein (de) (1792-1795), dramaturge
- Karl von Reitzenstein (de) (1793-1846), général de division prussien
- Heinrich von Reitzenstein (1796–1865), général d'infanterie prussien, 1858 gouverneur de la forteresse fédérale de Mayence
- Karl von Reitzenstein (de) (1797-1878), lieutenant général prussien
- Karl Bernhard von Reitzenstein (de) (1809–1885), lieutenant général wurtembergeois
- Egmont von Reitzenstein (de) (1819-1900), général de division prussien
- Robert von Reitzenstein (de) (1821-1902), avocat et administrateur prussien de l'arrondissement de Recklinghausen
- Karl von Reitzenstein (de) (1823–1874), historien et gardien
- Friedrich Albrecht Karl Johann von Reitzenstein (1834-1897), avocat administratif et président de district à Metz, district de Lorraine
- Franziska von Reitzenstein (de) (1834–1896), née von Nyß (de), romancière sous le pseudonyme de Franz von Nemmersdorf
- Ferdinand von Reitzenstein (de) (1838-1905), député du Reichstag
- Erdmann von Reitzenstein (de) (1844-1922), lieutenant général prussien, député de la Chambre des représentants de Prusse
- Werner Christoph von Reitzenstein (1848-1935), envoyé extraordinaire royal de Saxe et ministre plénipotentiaire
- Maximilian Gustav von Reitzenstein (1859–1936), lieutenant général prussien
- Wilhelm von Reitzenstein (1865-1935), lieutenant général allemand
- Karl Egon von Reitzenstein (de) (1873-1924), député de la Chambre des représentants de Prusse et du parlement silésien (de) (1922-1924)
- Ferdinand von Reitzenstein (de) (1876-1929), spécialiste de la culture et ethnologue du sexe au Musée d'ethnologie de Berlin et au Musée de l'hygiène de Dresde
- Hans Joachim von Reitzenstein (de) (1881-1935), écrivain allemand
- Friedrich von Reitzenstein (1888-1969), SS Standartenfuhrer
- Alexander von Reitzenstein (de) (1904-1986), historien de l'art allemand et directeur du musée de l'armée bavaroise
- Hans-Albin von Reitzenstein (de) (1911-1943), officier allemand de la Waffen-SS
- Ferdinand von Reitzenstein, (1930-2013), peintre et dessinateur à Kassel
- Wolf-Armin von Reitzenstein (de) (né en 1940), philologue et historien

## Armoiries

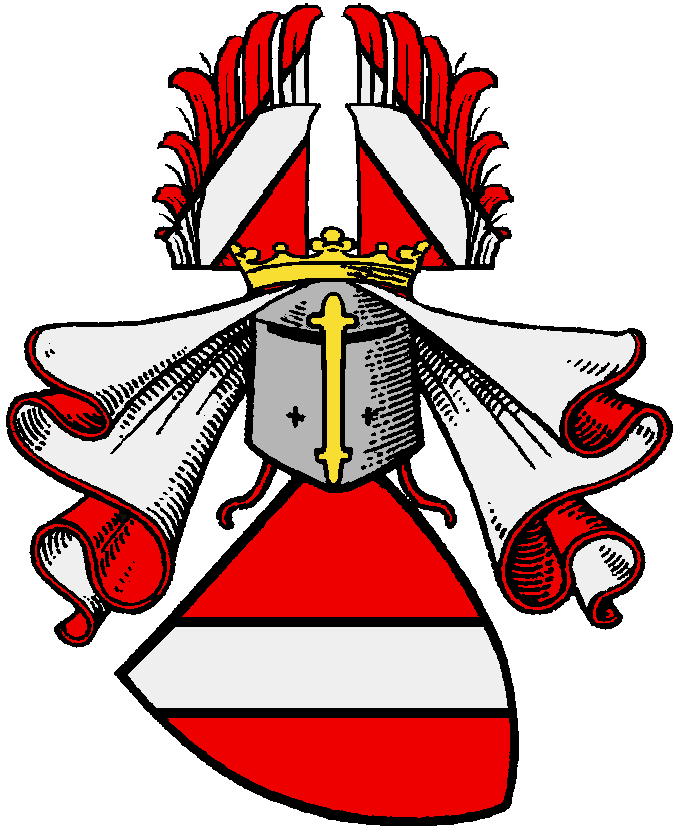
Armoiries de la famille de Reitzenstein

Les armoiries de la famille von Reitzenstein se blasonnent ainsi : une bande argentée sur fond de gueules. Le casque, aux lambrequins de gueules et argentées, est surmonté d'un vol rouge ouvert, chargé à droite d'une bande argentée et à gauche d'une bande argentée.
La bande (en) peut être trouvée comme un élément des armoiries actuelles de Konradsreuth, Regnitzlosau et Reuth bei Erbendorf, les ailes font partie des armoiries d'Issigau. Les armoiries de l'ancienne commune de Marxgrün commémorent également la famille.
Plusieurs familles partagent ces armes : von Berg (de), von Epprechtstein (de), von der Grün (de), von Münchberg, von Radeck (de), von Reitzenstein, von Sparnberg, von Sack (de), von Stein (de), von Thoßfell, von Töpen et von Wildenstein (de).

Armoiries d'Issigau, commune du siège ancestral des Reitzenstein
Armoiries de la commune de Konradsreuth
Armoiries de la commune de Regnitzlosau
Armoiries de la commune de Reuth près d'Erbendorf

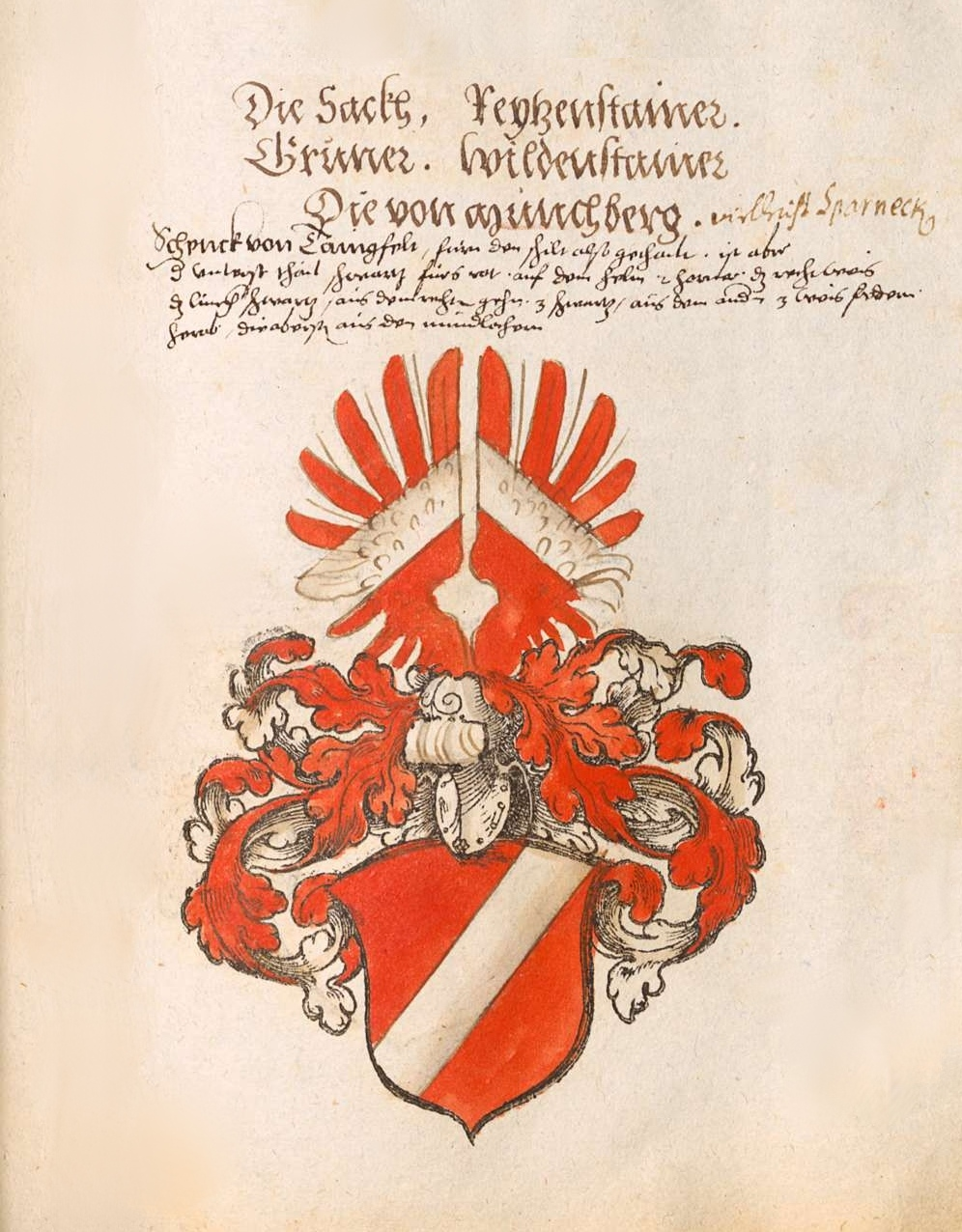
Représentation dans l'armorial du Saint-Empire romain germanique de Stephan Brechtel (milieu du XVIe siècle)
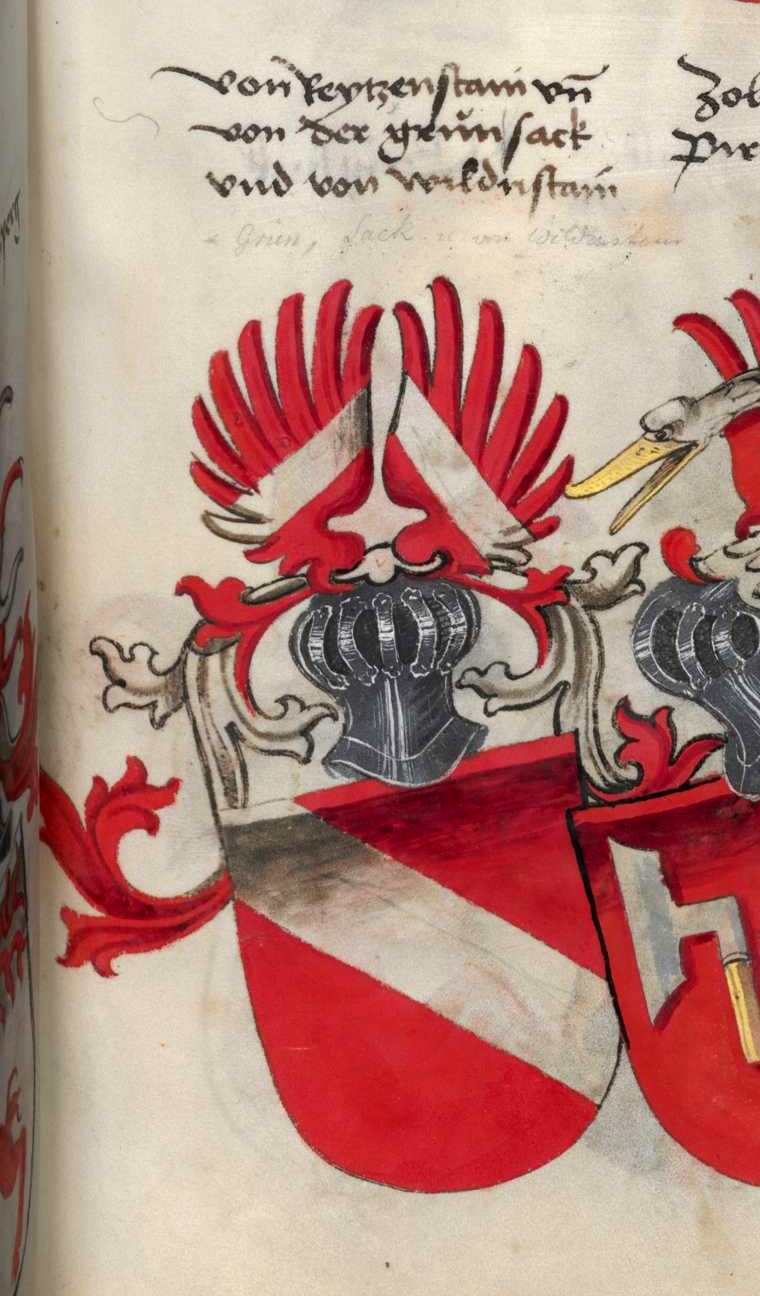
Représentation dans l'armorial de Conrad Grünenberg (de) (1483)
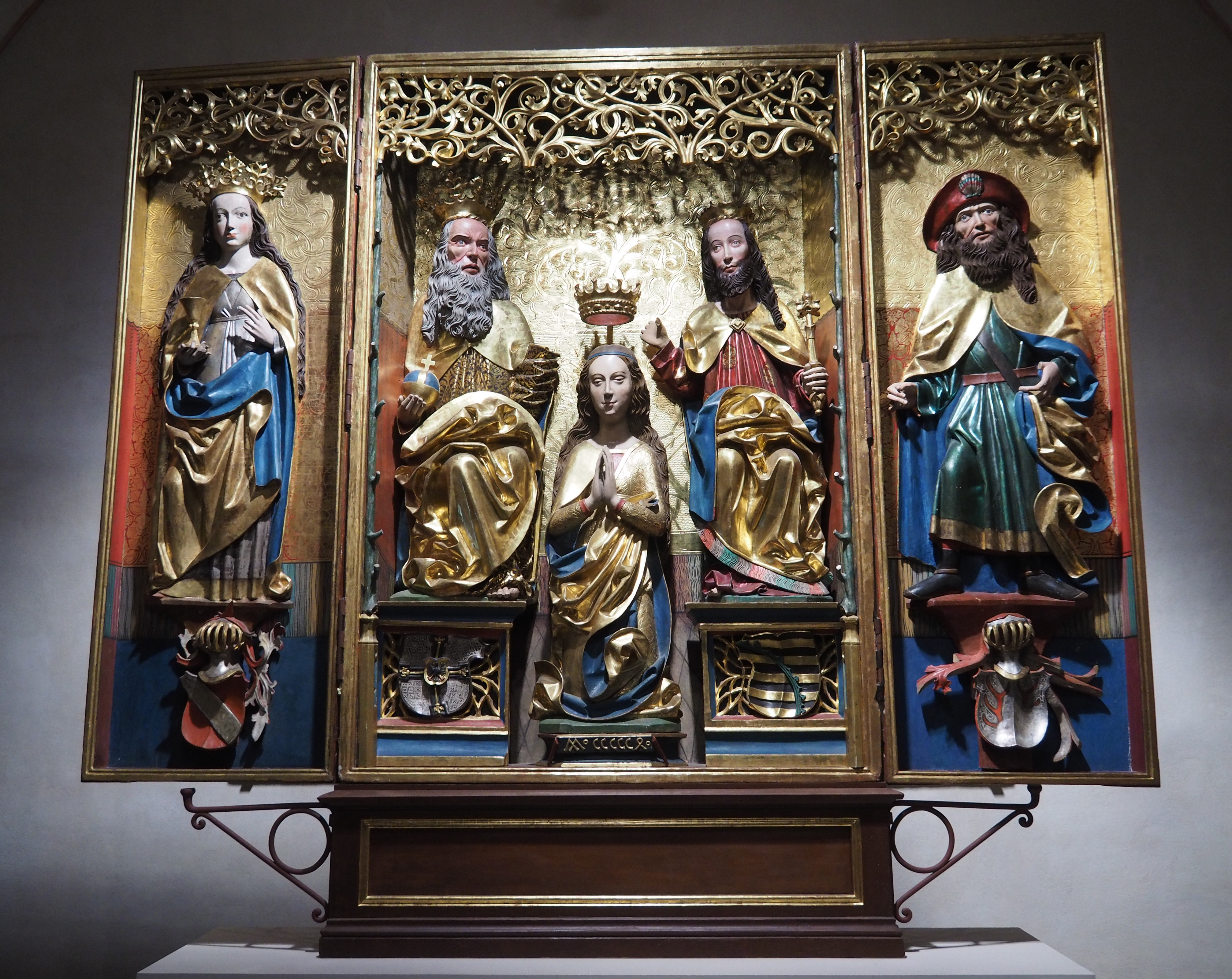
Armoiries de Dietrich von Reitzenstein (en bas à gauche) sur le triptyque de Marienbourg (1505)